# オーラマシン
オーラ・マシン（Aura Machine）は、アニメ『聖戦士ダンバイン』および関連作品に登場する、稼働にオーラ力を必要とする架空の機械の総称。形状・用途などにより、「オーラ・バトラー」「オーラ・シップ」「ウイング・キャリバー」などの下位区分に分類される（ただし、後述の「ピグシー」のみ分類がなく、単にオーラ・マシンと呼ばれる）。

## 歩行機械

### （狭義の）オーラ・マシン
ここに分類されるのは、乗用二足歩行機械のピグシーのみ。
ピグシー (Pigsey)
地上人のショット・ウェポンが生み出したバイストン・ウェル史上初の「機械＝オーラ・マシン」である。平時は3足歩行だが、高速走行時は2足になる。主に移動手段や物資の運搬に用いられるが、装甲を追加するなどして戦闘に転用される場合もあった。

### オーラ・パンツァー
雑誌連載『AURA FHANTASM』に登場。ピグシーの発展型で、人員やオーラ・バトラーの運搬のために造られた甲虫型、あるいは亀型の多脚戦車。多足騎兵とも呼ばれる。早い内にウィング・キャリバーやオーラ・シップに取って代わられた。
スカラベ
ザラタン
アケロン

## 航空機

### グライ・ウィング
ピグシーの次に開発された1人乗りの小型グライダー状マシン。人が立って乗り飛行（厳密には「飛行」ではなく「滑空」であり航空機ではない。そのため、初の飛行型オーラ・マシンは後述の「ドロ」となる）する。移動手段として用いる以外に偵察や伝令にも使用された。なお、本体そのものに武装はないが、搭乗者がライフルなどの火器類を携行し白兵戦を行うことも可能である。また、非常時の脱出用にオーラ・バトラーやウィング・キャリバーに搭載されることもあった。
ミュー (Mue)
コモンの間で広く使われている一般的なグライ・ウィング。主翼は折り畳み式で使用時に左右に展長する。操縦装置の類はなく、機体にはパイロットが掴まるためのパイプステーがあるのみ。機体制御は体重移動で行う。
シュット (Schut)
主にギブン家陣営で使用されていた独自仕様のグライ・ウィング。主翼はウイングトレッド付きの可変翼で胴体下から90°回転しながら展長する。機首には水上バイク式の操縦コンソールが付属する。ミューより性能は高いが構造が複雑で高価。

#### オーラ・プレーン・フラッタラ
小説『オーラバトラー戦記』に登場。オーラ・バトラーを生産できないミの国が開発した単なる航空機。

### ウィング・キャリバー
オーラ・バトラーの移動・攻撃支援のために開発された航空機。基本的には輸送機でオーラ・バトラーとドッキングしての長距離移動支援が主な運用趣旨となっているが、支援攻撃機としても使用可能。テレビシリーズ本編に登場する以下の機種のほか、ゲーム『聖戦士ダンバイン 聖戦士伝説』に登場するリの国の「ジームルグ」がある。

#### バラウ
主にゲド、ドラムロの移動支援を目的にショット・ウェポンが最初に開発したウィング・キャリバー。後にビショット軍でも制式採用されている。オーラ・バトラーの離脱後は攻撃支援機として運用された。ハチを彷彿とさせる機体形状をしており、オーラ・バトラーとの合体（接合）は、ギミックの凝ったギブン家のフォウとは対照的に胴体部に跨るという空力抵抗をあまり考慮しないシンプルな形式を採用している。機体色はモスグリーン & レッド。
武装として機関砲4門と胴体下のパイロンにミサイルを4基備える（尾部の針状の突起は武装にも見えるが本編ではそのような描写はない）。コクピットは縦列複座で乗員は2名（1名でも操縦は可能。後にオートパイロット機能が搭載されオーラ・バトラー側からの無人操作も可能となった）。なお、前述の通り本機の基本設計はゲド、およびドラムロの積載を想定して行われており、ビランビー以降の大型オーラ・バトラーの場合は、積載そのものは可能だが飛行時の安定性が極めて悪かった。よって、中盤以降は後継機であるズロンに主力の座を譲っている。
オーラ・マシンが稀少な初期段階では、ある程度の身分を持った上級騎士（ガラリア・ニャムヒーなど）にのみ搭乗が許されていたが、本格的な量産以降はドロと共に「機械化部隊」の航空戦力として運用された。また、第42話でゲア・ガリングから脱出したリムル・ルフトが述べているように、オーラ力の低いコモンでも容易に操縦が可能であることから、ズロン投入後も最終決戦まで第一線で併用されている。

#### フォウ
バラウの開発を受けて、ギブン家が独自に開発したウィング・キャリバー。輸送用の補助戦力としてよりも、主戦力の一部としても期待されており、バラウに比較すると遥かに強武装である。他の機種が機体上部にオーラ・バトラーを搭載するのに対し、本機は機体後部を90度折り曲げ、そこにオーラ・バトラーの下半身を収納（接合）するのが大きな特徴（この際、機体後部の回転式大型機関砲が前方を向き、格闘戦用の鉤爪を展開する襲撃形態になる）で、こうした複雑で高価な構造なのも戦力の乏しいギブン家の弱点を補う「量より質」の設計がうかがえる。乗員は並列式（サイドバイサイド）複座で2名だが、後に無人飛行可能なオートパイロット機構が装備された。オーラ・バトラーと接合するとコクピット同士が繋がり、互いに行き来が可能になる。機首下にグライウイング・シュットも搭載されており、飛行中にコクピットからの直接発進も可能である。
主にダーナ・オシーとドレイク軍から投降したダンバインの移動支援に使われていたが、ドラムロ以外の初期型オーラ・バトラーであればドッキングは可能で、量産後のボゾンも本機によって運用された他、後に数機が作製されラウ／ナの両軍でも使用された。また、オーラ・バトラーの下半身を収納する機体構造上、内部の容積が大きく、平時は機体後部をカーゴルームとして物資の運搬などにも活用されている。
武装は主翼部に機関砲4門、翼下にミサイル6基、機体後部に回転式大型機関砲2門の他、着陸脚を兼ねる2本の鉤爪（襲撃形態時のみ）を持つ（鉤爪は第5話でギャラウーを撃退する際にも使用されている）。なお、物語後半では武装強化の一環として、機首にダンバイン用のオーラ・ショットを追加した。塗装はライトグリーン。
主なパイロットは、ゼラーナ隊のキーン・キッス。

#### ズロン
大型オーラ・バトラーの移動支援用にドレイク軍が開発した新型ウィング・キャリバー。ビショット軍でも制式採用されている。バラウの後継機だが、飛行を固定翼に頼っているため、推力自体は増加したものの旋回性能が犠牲になっている。機体色はダークブルー。オオスズメバチを思わせる鋭角的なフォルムが特徴。
武装は胴内に機関砲2門と翼下のパイロンにミサイルを6基搭載する。乗員は縦列複座で2名。オーラ・バトラー側からの無人操作や、オートパイロット機能による無人飛行（ただし、オーラ・バトラー離脱後は戦闘空域の上空で自動旋回を継続するのみ）や、離脱した母機による無線操縦も可能。オーラ・バトラーとの合体（接合）はバラウとは異なり、胴体上部のハッチが開きオーラ・バトラーの下半身を収納するフォウに似た形式を取っており（ハッチが背もたれになり機体に座る形となる）、バラウの約3倍も大型化された機体サイズと相まって重量級のオーラ・バトラーでも安定した輸送が可能となった。
次々に開発される新型オーラ・バトラーの大型化に伴い、物語中盤以降の主力ウィング・キャリバーとして活躍した。なお、バラウと同じく攻撃支援機としても運用は可能であるが、劇中では無人飛行の描写がほとんどで単独で戦闘に参加している場面は見られない。

#### ジームルグ
ゲーム『聖戦士ダンバイン 聖戦士伝説』に登場するリの国が独自開発したウイングキャリバー。バラウ同様、接合は跨乗式だが機体が大型であるため、後期の大型オーラバトラーも安定して搭載可能。
機体はショウリョウバッタを彷彿させるフォルムを持つ。ズロンと同じく大型の固定翼を持ち、翼全体がオーラノズルになっている。複座式だと思われるが詳細は不明（ゲームのシステム上、複座機以上でもメインパイロットしか表示されないため）。
武装は左右翼端にミサイル3発ずつ、計6基。胴体上面に機関砲2門も搭載している模様。
ゲームデータ上ではフォウと拮抗するかそれ以上の性能を持つ（しかし、ズロンには一歩及ばない）。塗装はエメラルドグリーン。

### オーラ・ファイター
オーラ・バトラーの機動力とウィング・キャリバーの高速性能の両立をコンセプトに設計された新しいタイプのオーラ・マシン。大きさはオーラ・シップの3分の1程度で以下に挙げるガラバの他に雑誌連載『AURA FHANTASM』に登場するグリフィンがある。

#### ガラバ
格闘戦能力を捨て砲撃による一撃離脱戦法を主眼に置いた機体であり、空戦においてはオーラ・バトラーを圧倒する性能を発揮すべく設計されている。ただし、製造工程が複雑で極めてハイコストな上に、一般兵の乗った本機が存分に性能を発揮する間もなく撃破されていることから、明らかに乗り手を選ぶ機体でもあった。そのため、オーラ・バトラーに代わる次期主力機動兵器としての量産は見送られ、実戦投入は僅か6機に終わっている。
主な搭乗者は、本機の開発者でもあるゼット・ライト。他に黒騎士も使用しており、第48話では増大したオーラ力によりハイパー化している（厳密にはエレ・ハンムによって封じ込まれている）。また、ショウ・ザマとの最終決戦では、ビルバインの右腕、左脚、頭部を消失させ大破せしめたが、最後は白兵による相討ちで撃破されている。
ロールアウトは地上に浮上する以前であったが、折しもゼットが技術者から聖戦士への転身を目論んだ時期に仕上げが重なったため、最終調整が行われずに長期間放置されていた（登場シーンはあるが格納庫に座ったまま稼働せず、皮肉にも本機のコンセプトをさらに発展させたブブリィの方が先に実戦配備されている）。
武装は胴体上部にオーラ・シップの搭載砲と同程度の威力を持つロングバレルのオーラ・キャノンが1門。左右のコンバーター側面にオーラ・バルカンを各1門ずつ。両脚部に連装のワイヤー付ショット・クローが各1基ずつ。加えて3連装オーラ・ショットを内蔵するオーラ・ショット・アームが一対存在するが、この五指を廃した腕は火器の兵装スポットに過ぎず、格闘武器を保持するものではない（敵機を殴る程度のことは可能）。
設定図には指定されていないが、最終回での描写から機首にオーラ・バルカン2門が存在する模様である。
なお、本編では一度も「オーラ・ファイター」という名称は使われておらず、ショウやクの国の騎士ガラミティ・マンガンは本機のことを「オーラ・ボンバー」と呼んでいた。

### オーラ・ボンバー
「オーラ・ファイター」のコンセプトに加えて、「オーラ・ボム」さらには「オーラ・シップ」の概念までも採り入れた大型機動兵器。大きさはオーラ・シップより一回り小さい程度。

#### ブブリィ
ズワァースの完成により、オーラ・バトラーの限界を感じたショット・ウェポンが開発した次世代型オーラ・マシン。地上浮上後に僅かに1機だけ作製された（ただし、直接作製に携わったのは当時ビショット・ハッタの下に身を置いていたゼット・ライトで、配備もドレイク軍ではなくビショット軍のゲア・ガリングであった）。
大型の機体でありながらウィング・キャリバー並みの高速性能と強力な火器を併せ持ち、ガラバ同様に空中戦においてはオーラ・バトラーを圧倒する性能を発揮する。クローアームにより敵機を引きずり回す、あるいは鷲掴みにした状態で内蔵のフレイ・ボムをゼロ距離射撃するといった独特の戦法を駆使して反ドレイク陣営を苦しめた。なお、「オーラ・ボンバー」と呼ばれるカテゴリーに分類されるのは本機1機種のみとなっている。
主な搭乗者は黒騎士、ゼット・ライト、 ミュージィ・ポーで、これらメインパイロットの他に操縦の補助操作や火器コントロール・システムの複雑さなどからコパイロット3名を含む計4名の乗員が必要であった（この事からも、本機のコンセプトにオーラ・ボムやオーラ・シップの概念が取り入れられているのが分かる）。
基本機体色は黄みがかったクリーム色。後にミュージィが搭乗した際にはダークブルーに塗り替えられている。
武装は大口径オーラ・キャノン1門と大型フレイ・ボム2門を機首に固定装備。機体上部に旋回式連装機関砲塔を1基。オーラ・コンバーター部にオーラ・バルカン4門と5連装ミサイル・ランチャー2基。機体下部にソノブイ（地上製）を投下可能な爆弾倉を持つ。接近戦にも留意されており、オーラ・バトラーですら拿獲可能な射出式の大型クローアーム（中央に地上爆撃用のフレイ・ボム1門を内蔵）を2基備える。
設定では大型クローアームの4本ある爪も独立して射出可能であるが、本編では未使用だった。

## オーラ・ボム
戦闘用に開発された飛行型オーラ・マシン。クラゲ型、あるいはクモ型をしており、数名が乗り込み、爆撃や空中戦を行う飛行戦闘艇。
画面ではあまり感じられないが、ドロで直径約14メット、タンギーなどは約28メット（ダンバインが全高6.9メットなので、約4倍ものサイズ）と、WW2の四発重爆撃機並の大型機である。 『聖戦士伝説』など多くのゲームでは射撃戦特化で格闘戦不可だと思われがちだが、ファミリーソフトのPCゲーム『聖戦士ダンバイン バイストン・ウェルの炎』ではフレイボム・アーム・ガンで殴るのも可能だった。

### ドロ
ショット・ウェポンが開発した初の空飛ぶ戦闘用オーラ・マシン。ドレイク・ルフト領内に跳梁跋扈するガロウ・ランを討伐すべく、フレイ・ボム（火焔砲）を搭載した対地攻撃用の爆撃機として設計された。
機体色はブルーグリーンとオリーブドラブ。最初期に完成したオーラ・マシンということもありオーラ力の転換係数は低く、コモン1人では浮くのがやっとであり、4人乗ってようやく戦闘が可能な状態だったといわれている。だが、完成当初の「空を飛べる」という戦力的なアドバンテージは城攻めなどでは極めて有効で、初期ドレイク軍の軍事展開上、大きな力の礎となった機体である。また、本機はドレイクの軍事資金調達のためにクの国を始めとする近隣諸国へ積極的に売却もされており、ラウの国では本機を参考にコピー改良型ともいえるグナンを製造している。
形状は円盤状の胴体に触手状の「フレイ・ボム・アームガン」を4基備えたクラゲを彷彿とさせるもので、このアームガンは先端にフレイ・ボム1門が内蔵され、オーラ・マルス（筋繊維）によるフレキシブルな可動範囲と広い射角を確保している。胴体下には大気中のオーラを吸排気する釣鐘状のインテークが4つ並び、乗り組んでいるクルーを触媒にしてオーラ力を動力に変換するシステムで空を飛ぶ（このため、飛行中は呼吸にも似た音を発する。なお、本機の動力源をオーラ・コンバーターとしている資料もある）。オーラ・マシンとしては安価で製造が容易であり、操縦も簡単なことから機動部隊拡張の際には真っ先に大量生産された。ただし、対オーラ・マシン戦を考慮する以前の機体であるため、空戦での機動性能は低くオーラ・バトラーが相手ではやられ役になってしまう場合が多かった。
短期間で長駆の発展を遂げたオーラ・マシン群の中で本機は急速に旧式化して行ったが、その生産・配備数の理由から新型のオーラ・ボム“タンギー”へと完全には代替されず、最終決戦まで第一線に留まっている。輸送艇や連絡艇としても重宝されていた。

### グナン
ラウの国で開発された機体で、ナの国でも使用された反ドレイク陣営の主力オーラ・ボム。基本的にはドロのコピー改良型で、機体全体の小型化と約5割の出力増加で高性能化が図られているが、本機は大気中のオーラを吸気して飛行する従来型オーラ・ボムの延長線上にあり、オーラ・コンバーターを備えたことで飛躍的に性能を向上させたクの国のタンギーに比べると、かなり見劣りのする機体であった。
形状はドロに準じるクラゲ状の円盤型で、武装は伸縮自在な3本のフレキシブルアーム（フレイ・ボム・アームガン）の先端にフレイ・ボムを各1門ずつ内蔵する。また、アームガンの数はドロの4本から3本に減じているが、これを補うために胴体の三方にオーラ・バルカンが1門ずつ搭載されており、機体形状の見直しと相まってドロと同程度の戦闘力は確保されている。機体色はカーキ & ブラウン。王族の親衛隊用はブルーホワイト。
名のあるキャラクターの愛機にはならなかったものの、大量生産され反ドレイク陣営の戦力の一翼を担った。戦闘以外にもオーラ・シップ間の連絡艇としてや輸送任務などにも従事した。乗員は4名。他に若干名の同乗も可能。

### タンギー
クの国が独自開発した主力オーラ・ボム。ドロの発展型に属さない唯一のオーラ・ボムであり、外殻の厚いカニ状の甲殻類（ただし、脚は4本でデザインを担当した出渕裕はクモをイメージしたとしている）を思わせる鈍重なフォルムに反して、機体にオーラ・コンバーターを搭載することでオーラ・バトラーに匹敵する機動力を得ることに成功した新型機。巡航速度220リル、最高速度は280リルという、反ビショット・ドレイク陣営の主力オーラ・バトラー・ボチューンを上回るスペックを持つ。
従来のオーラ・ボムは、主に対地攻撃に主眼を置いた爆撃機的な存在なのに対し、本機は対オーラ・マシン用の戦闘攻撃機的な性格を持った空戦向きの機体である。
初登場の第24話ではアの国の新型機レプラカーンを圧倒し、第28話ではジェリル隊がダンバインをあと一歩まで追い詰め、第39話ではトッド・ギネスの捕らえたマーベル・フローズンのダンバインをショット・クローで移送するなどの活躍を見せている。
武装は強力で機首にオーラ・キャノン3門、四肢にあたるフレイ・ボム・アームガン（ドロのものとは違い非触手系）内にフレイ・ボム（火焔砲）とワイヤー付ショット・クローを各1基ずつ。そして胴体下に全周射界の爆撃用ボールマウント式オーラ・キャノンを1門装備する。
コストパフォーマンスが高く大量生産されてビショット軍の中核を担った。物語中盤以降はドレイク軍でも本機を制式採用している。機体色はローズマダー & グレイ。オーラ・ノズルはイエロー。なお、ジェリル・クチビの搭乗した機体には脱出用装備として機内にグライ・ウィング、ミューが搭載されていた。

### その他
小説『オーラバトラー戦記』には以下のオーラ・ボムが登場している。
ドーメ
ドメーロ
ドッフオ

## 人型機械

### オーラ・バトラー
オーラバトラーは「オーラ・ボム」の次に開発された人型の戦闘用ロボット。「巨人騎士」とも呼ばれるオーラ・マシンの代表的存在である。
- ゲド
  - 試作型ダンバイン（ゲーム『聖戦士ダンバイン 聖戦士伝説』）
  - サーバイン（雑誌連載『AURA FHANTASM』）
  - エグザイル（漫画作品『聖戦士ダンバイン異伝 エグザイル・サーガ』）
  - ティタニア（雑誌連載『新AURA FHANTASM』）
  - カットグラI（小説『オーラバトラー戦記』）
- ダーナ・オシー
  - ラナウン・シー（雑誌連載『AURA FHANTASM』）
  - ラゲッサI、ラゲッサII（小説『オーラバトラー戦記』）
  - アルダム（ゲーム『聖戦士ダンバイン 聖戦士伝説』）
- ドラムロ
  - ガドラム（雑誌連載『AURA FHANTASM』）
  - マサラグ（雑誌連載『AURA FHANTASM』）
  - ガッシュ（雑誌連載『AURA FHANTASM』）
  - ガーシム（雑誌連載『新AURA FHANTASM』）
  - ヴォルバル（漫画作品『ショット追撃』双葉社刊「スーパーロボットコミック 聖戦士ダンバイン編」）
  - クスタンガ（ラポート刊『聖戦士ダンバイン大事典』）
- ボゾン
  - ガータ（雑誌連載『AURA FHANTASM』）
  - ドウミーロック（小説『オーラバトラー戦記』）
- ダンバイン
  - サーバイン（OVA『New Story of Aura Battler DUNBINE』）
  - 改良型ダンバイン（プレイステーション用ゲームソフト『聖戦士ダンバイン 聖戦士伝説』）
  - ブラウニー（雑誌連載『AURA FHANTASM』）
  - カットグラII（小説『オーラバトラー戦記』）
- ビランビー
  - ギトール（雑誌連載『AURA FHANTASM』）
  - ブラウニーII（雑誌連載『AURA FHANTASM』）
  - ダゴン（雑誌連載『新AURA FHANTASM』）
  - ハインガット（小説『オーラバトラー戦記』）
- バストール
- レプラカーン
  - ボーグル（雑誌連載『出渕裕メカニカルおもちゃ箱』）
  - ガベットゲンガー（小説『オーラバトラー戦記』）
- ビアレス
  - ビアレス最終生産型（雑誌連載『AURA FHANTASM』）
  - ガーゴイル（雑誌連載『AURA FHANTASM』）
  - ガウベド（小説『オーラバトラー戦記』）
- ボチューン
  - ボテューン（雑誌連載『AURA FHANTASM』）
  - 重装甲ボチューン（ゲーム『聖戦士ダンバイン 聖戦士伝説』
  - ディネ・シー（雑誌連載『AURA FHANTASM』）
- ビルバイン
  - ゼルバイン（ゲーム『聖戦士ダンバイン 聖戦士伝説』）
  - バルバイン（ゲーム『聖戦士ダンバイン 聖戦士伝説』本編未登場）
  - スカルバイン（漫画作品『骸の鎧』双葉社刊「スーパーロボットコミック 聖戦士ダンバイン編」）
  - ヴェルビン（雑誌連載『AURA FHANTASM』）
  - カットグラIII（小説『オーラバトラー戦記』）
- ライネック
- ズワァース
  - ズワウス（OVA『New Story of Aura Battler DUNBINE』）
  - ズワース（雑誌連載『AURA FHANTASM』）
  - ディーモッシュ、ガルガンチュア（小説『オーラバトラー戦記』）
- インペリウム（角川書店の雑誌『月刊ニュータイプ』バイストン・ウェル物語特集イラスト）
- スカルマ（雑誌連載『AURA FHANTASM』）
- ラヴァナ（雑誌連載『AURA FHANTASM』）
- カーヴァル・ウシュタ（ゲーム『聖戦士ダンバイン 聖戦士伝説』本編未登場）
- ゾニミカ（漫画作品『狩りの日』双葉社刊「スーパーロボットコミック 聖戦士ダンバイン編」）
- パンゲア（小説『オーラバトラー戦記』文庫版イラスト）
- オウカオー［桜花王］（アニメ『リーンの翼』）
- ナナジン［七神］（アニメ『リーンの翼』）
- ギム・ゲネン（アニメ『リーンの翼』）
- ライデン［雷電］（アニメ『リーンの翼』）
- シンデン［震電］（アニメ『リーンの翼』）
- ショウキ［鍾馗］（アニメ『リーンの翼』）
- オーラバトラーガンダム (講談社の雑誌『コミックボンボン』SFプラモマガジン)

### オーラ・アーマー
雑誌連載『AURA FHANTASM』に登場。身に纏う甲冑であり、所謂パワードスーツのようなもの。オーラ・バトラーの簡易版的存在で機動甲冑とも呼ばれる。特に固有の名称は存在しない。

## 艦船

### オーラ・シップ
オーラ・バトラーやウィング・キャリバーを収容する空中戦闘艦。武装も施されているが、それより補給や整備を行う移動母艦としての性格が強い。全長50～100m程度。各国の国王や地方領主が所有している。

#### ナムワン型
Numwon
ショット・ウェポンが初めて作製したオーラ・シップ。オーラ・マシン開発の資金調達のために15隻程度が建造され近隣諸国に売却された（アの国の「フラオン」、ミの国の「ナムワン1」「ナムワン2」などがある）。そのため、反ドレイク陣営の主力オーラ・シップにもなっているが、防御力が低く、旧式化している。
武装は艦首下部に連装オーラ・キャノン。艦橋前面に大型連装機関砲2基。艦橋上部に連装機関砲塔2基。中央に連装機関砲塔。艦尾に連装機関砲とそこそこの火力を持っており、戦力的には決して低くはない。
両舷左右の艦内格納庫にオーラ・バトラーを3機ずつ、最大6機収容可能で、クの国に引き渡された艦はさらに3機のオーラ・バトラーを艦首部甲板へ露天繋止し、戦力の向上に努めていた。
塗装はアの国が黄色。ミの国やナの国、ラウの国が茶色。クの国が水色。

#### ゼラーナ
Zelerna
ギブン家が鍛冶屋のドルプルに命じて独自に開発したオーラ・シップで、ナムワン型をタイプシップとし機動性を増すことを念頭に置いて建造された。オーラ・シップとしては標準サイズだが、より大型のブル・ベガー型に匹敵する戦闘力を持つ。同型艦は存在しない。ギブン家の領地がドレイク・ルフトによって奪われた後はニー・ギブンらの動く拠点となり、聖戦士ショウ・ザマと共に反ドレイク陣営の旗艦的な存在となる。
艦中央部の格納庫へオーラ・バトラー4機。また、艦首下へウイングキャリバーフォウを吊り下げ式に搭載可能（通常1機だが、積層吊り下げで2機まで搭載可能。その場合、上側のフォウは単独発進出来ない）。
両舷に発進口がある格納庫はハッチのない開放型で、戦闘中に敵機が飛び込んで暴れ回られたり、乗組員が転げ落ちるなど防御や安全面にやや問題ある設計であった。塗装はライトグリーン。
武装は艦首先端に連装オーラ・キャノン2基。艦首、両舷、艦尾にそれぞれ連装機関砲1基ずつ。艦橋後部に4連装大型機関砲1基。
舞台が地上界に移ってからは遊撃部隊的な位置付けで世界各地を転戦した。太平洋上ではショット・ウェポンのスプリガンに奇襲作戦を敢行したが、ショットによって事前にそれを看破され、逆に艦砲射撃の一斉射を浴び撃沈された。

#### グリムリー型
Grimmrie
ラウの国がナムワン型を参考に開発した新型のオーラ・シップ。設定では補給艦。劇中では巡洋戦艦と呼称されていたが、本来は武装を極力廃し巡航速度と積載量に重点を置いた母艦としての設計思想を持っている。そのため、艦自体の火力こそ低いものの10機以上のオーラ・バトラーを搭載することが可能であり、前線においては「空母」として、後方においては「補給艦」としてマルチロールな運用が可能であった。塗装はダークブルー。
ラウの他にナの国でも運用されている。劇中ではかなり巨大（ゼラーナの倍以上）に描写される事もあった。
サイドバイサイドに艦首2基、そして舷側にそれぞれ1基ずつ発着ハッチを持ち、一度に6機のオーラマシンを急速展開することが可能。一方で船体構造は他型の艦船より脆弱で、船体中央部に僅か1発被弾しただけで船体が真っ二つに折れてしまうこともあった。
武装は両舷にボールマウント式連装オーラ・キャノンを各1基。艦首両舷へ連装機関砲1基ずつ。艦橋に連装機関砲3基。艦尾に連装機関砲1基。

#### ブル・ベガー型
Bull-Beggar
ナムワン型の後に開発されたドレイク／ビショット両軍の主力オーラ・シップ。全長は100メット以上あり、ナムワン型よりも二回り以上大型である。塗装はダークグレー。
陸戦要員やオーラ・バトラーを運搬するための「輸送艦」としての面が強かった旧来のオーラ・シップに対し、本艦は船体を大型化させて防御力を強化すると共に、主砲として高威力の超大型オーラ・キャノンを船体下部に搭載し、艦自体の火力向上に計った「戦艦」もしくは「移動する砦」である。しかし、これら一連の強化策は船体重量の著しい増加を招き、機動力ではナムワン型に劣る結果となった。
当初は1隻。エルフ城攻略時点でも2隻しか建造されていなかったが、後半になるとドレイク、ビショット、そしてショットの各勢力の主力艦として大量に配備され、艦隊を組んで旗艦を護衛した。
オーラ・バトラー4機、ウィング・キャリバー2機を収容可能で、船体後方の甲板上にも数機のオーラ・バトラーを露天繋止することが可能である。機械化部隊が出揃わない時期にはユニコン騎兵隊や、砲兵部隊を輸送して城攻めのサポートをしている。
武装は多彩で前述のボールマウント式超大型オーラ・キャノン1基。両舷に大型オーラ・キャノン各1基。艦首下部にオーラ・キャノン2基。艦首に大型連装機関砲2基。艦橋と艦体へ大型連装機関砲が計8基。
- ゼィス（小説『オーラバトラー戦記』）
  - ミィゼナー（小説『オーラバトラー戦記』）
  - ゼイエガ（小説『オーラバトラー戦記』）
  - ゼイゾス、ゼイギス、ゼイエラ、ゼミガル、ゼミエガ、ゼバス（小説『オーラバトラー戦記』）
- ギュイス（小説『オーラバトラー戦記』）
- ナームワン（小説『オーラバトラー戦記』）
- ナゲーマン（小説『オーラバトラー戦記』）
  - フアンドウ（小説『オーラバトラー戦記』）
- ハンラウゴ（小説『オーラバトラー戦記』）
- メラガラウ（小説『オーラバトラー戦記』）
- グッタム、ヘグタム（小説『オーラバトラー戦記』）

### オーラ・クルーザー
ここに分類されるのは、以下に挙げるスプリガンのみである。

#### スプリガン
Spriggan
ショット・ウェポンが自身専用として秘密裏に開発した高速巡洋艦。船体後部に設置された大型のオーラ・コンバーターにより、ウィング・キャリバー並みの航行性能を持つ。反面、火力という点では他艦に劣るものとなっているが、あくまでそれは本艦を「オーラ・シップ」という枠内で捉えた場合の評価であり、ショット自身はガラバやブブリィといった次世代型の高速オーラ・マシンとの連携を考慮し、本艦も同じ「機動兵器」として運用することを想定していたと思われる（ただし、火力が低いとはいっても、第47話では全砲門の一斉射によりゼラーナを撃沈させている）。塗装はカーキ色。
超大型のオーラ・ボンバーブブリィをも搭載可能な大型格納庫を両舷に有しており、搭載能力は高い（設定書による対比図からブブリィ1機で概ねダンバイン8機分としてサイズを換算すると、確実にオーラバトラー16機以上は搭載可である）。武装は艦首と艦尾にオーラ・キャノンを4門ずつ。両舷に連装対空機関砲各1基。コンバーター部に多連装ミサイルランチャー4基（ゼラーナ撃沈時に使用）。
艦橋内部の艤装やゼラーナ撃沈時の火線の集中具合から、艦の運用にはコンピューター制御が取り入れられていると思われ、高速航行中に艦の姿勢を変更することなく急激な遷移飛行を可能としたり、180度回頭に要する時間が僅か数秒であるなど、運動性能においても従来のオーラ・シップを大きく上回る高性能艦となっている。
ドレイク軍のラウ侵攻時には艤装中だったため、バイストン・ウェルでの実戦投入はなかったが、完成直後に舞台が地上界へ移るとドレイク・ルフトとは離れ、独自の行動をとり始めたショットの部隊の拠点となった。
OVAでラバーン達が使用した飛行船は、本艦の残骸を元に気嚢を設置した物である。

### オーラ・バトル・シップ
アニメ『聖戦士ダンバイン』の他、ゲーム、小説に登場する超弩級のオーラ・シップを指す。全長数百m〜1400m（TVシリーズに登場したものは群を抜いて大型で、空中要塞そのものの威容を誇った）。
有力国がそれぞれの国力を結集して建造したもので、豊富な火力と共に多数のオーラ・マシンを収容することが可能である。『聖戦士ダンバイン』では急速なオーラ・マシンの発達に伴い、飛行可能なマシンの大きさも比例して大型化して行ったが、オーラ・シップの完成を迎えた時点で既存技術の限界に達した。この技術限界を突破した発明が「擬似オーラ力発生器」で、これを搭載することにより人の力を介さずにオーラ力を発生させることが可能となり、超弩級戦艦「オーラ・バトル・シップ」が誕生する。以後有力各国において、それぞれの国の旗艦となるべき巨艦が建造され、バイストン・ウェルの戦乱は一挙にその規模を拡大した。しかし、オーラ・バトル・シップの登場に象徴される戦乱の拡大により、フェラリオの長ジャコバ・アオンの憤怒を招き、全てのオーラ・マシンが地上界に浮上させられる事態を招いてしまう。

#### ウィル・ウィプス
Will-Wips
最初に登場したアの国のオーラ・バトル・シップ。赤褐色の巨大な横長の船体はオーラ・シップをも着艦可能な吹き抜け式の甲板を持ち、既存のオーラ・シップの概念を大きく打ち破った「移動要塞」と呼ぶにふさわしい威容を誇る。
火力やオーラ・マシンの搭載量など、個々の性能では他国の艦に一歩譲る部分もあるが、総合性能のバランスの良さから最強のオーラ・バトル・シップであるとの評価が高い反面、自ら出撃するフォイゾン王を「所詮、古いタイプの国王」と評価したドレイクの性格からか、劇中では直接戦闘を避けて後方で陣取っていることが多く、率先して最前線へ出る場面は殆ど無い。
地上に出てからもホワイトハウスを威圧するなど、戦闘よりむしろその偉容で圧力をかける「政治的な道具」として立ち回っている印象が強く、地上で無駄に交戦を重ねて損耗して行くゲア・ガリングを尻目に、ドレイクは「大切な道具」であるウィル・ウィプスの戦力温存に努めていた。

#### ゴラオン
Goraon
ウィル・ウィプス建造の報に接したラウの国王フォイゾン・ゴウの命により建造されたオーラ・バトル・シップ。他のオーラ・バトル・シップと違い、オーラ・シップをそのままスケールアップした艦船型。
暗緑色で重厚な外観を持つ戦艦で、艦首に搭載したあらゆる火器を上回る威力を持つ「オーラ・ノバ砲」や4門の大口径主砲などの強力な武装と4艦中最高の巡航速度を誇ることから、単艦としては最強の戦闘力を持つに至っている。
ラウ／ナ連合軍の戦力の中核を為したが、フォイゾンの跡を継いだエレ・ハンムが死亡した直後、ゲア・ガリングに特攻して相打ちとなる壮烈な最期を遂げた。

#### ゲア・ガリング
Gyre-Garing
クの国が開発したオーラ・バトル・シップ。正面から見て『伝説巨神イデオン』のバッフクラン旗艦バイラル・ジンを想起させる、アルファベットのX、あるいは巨大な4枚の翼を広げたような特異な形状、威容を持つ。塗装はクリームイエロー。
サイズ的に最大を誇るが対空火力はともかく、大口径砲を持たないので対艦火力は低い。火力や装甲よりもオーラ・マシンの搭載量に重点を置いた戦艦というよりは空母を意識した艦であり、オーラ・マシン搭載数に限れば4隻中最大である。軽量な素材を多用してあるためサイズに比して重量は軽いが、防御力も比較的脆弱で、アメリカ海軍航空隊による特攻（パイロットは直前に脱出している）では右舷上部の翼が破壊され、ゴラオンの捨て身の特攻ではそのまま回避しきれずに撃沈されるなど体当たり攻撃による被害が最も大きかった。
劇中でのルーザ・ルフト曰く「素人目にも明らかにウィル・ウィプスより上」と評価されているが、この台詞には社交辞令が入っている可能性も大。
なお、OVA版では残骸となった本艦が背景として登場している。

#### グラン・ガラン
Gran-Garan
ナの国が建造した巨大戦艦。他国のオーラ・バトル・シップとはかなり趣の異なる艦で、塔状の中央艦体から三方へ副艦体を広げた（外見は四方へ棘が伸びた「まきびし」を連想すると想像しやすい）形で、戦艦というよりは巨大な城塞を想起させる優美な外観をたたえた艦である。塗装はパステルブルー。
正四面体を構成する船体は全方位に有効な火力を投射できるが、逆に言うなら砲の一点指向が不可能で火力の集中ができない。擬似オーラの発生出力が低い（ゲア・ガリング：500オーラ。ウィル・ウィプス：140オーラ。ゴラオン：125オーラに対して、84オーラ）ために速度も遅く、火力や搭載量で突出したところもなく、性能的には明らかに他の3艦より一段劣る艦である。船体構造も華奢で、特に塔状の艦橋は狙われやすく、ジャバのライネックの攻撃でメインブリッジが破壊されたり、オーラ・シップの特攻で艦橋上部があっさりと崩れ落ちてしまった。最終決戦でウィル・ウィプスに特攻し、上甲板に乗り上げる形で相打ちとなる。

#### ヨルムンガンド
Jormungand
ゲーム『聖戦士ダンバイン 聖戦士伝説』に登場。リの国が建造したオーラ・バトル・シップ。「ヨルムーンガンド」と呼称されることもある。
全長他の諸元は不明。ゲーム内の解説では火力と機動性は他国の艦に比較しても遜色はなく、トップクラスとされているが、ゲーム内描写（及び3Dモデル）から見ると対艦用大口径主砲塔が見当たらないのでゴラオン並みの大火力はなく、装甲の厚そうな質実剛健な外見から火力よりも防御力に重きを置く、母艦機能優先の装甲空母的な艦だと思われる。
ゴラオン同様、オーラ・シップをスケールアップした艦船型。艦首に衝角を有する箱形の無骨な艦型で、シルエットは20世紀の戦艦よりも19世紀の装甲艦に似ている。艦体左右舷側にバルジ状のデッキを持ち、前方固定式のオーラ・キャノンと艦載機発進口と思しき開口部がある。セイル状の艦橋は小型で低く、上甲板の両舷にエグゾーストパイプの様に突き出した対空砲塔用の塔状構造物と、艦尾両舷に用途不明のクリスタル状のパーツが林立している。オーラ・ノズルは三方が装甲内に覆われた内蔵式で、背後へ回る以外に機関部を攻撃することは困難である。艦内にはオーラ・マシン製造工場である機械の館がある。
リの国の総旗艦として国力の総力を注ぎ込んで建造された。塗装はダークグレー。

### 小説『リーンの翼』のオーラ・バトル・シップ
呼称自体は同じだが、TVシリーズに登場するそれとは異なり、通常のオーラ・シップ並み、若しくは一回り大きい程度の大きさである。
アプロゲネ
反乱軍の旧式戦艦。全長約100メット。
キントキ
ホウジョウ軍の新型艦。
レンザン、ジンザン
ホウジョウ軍の旧型艦。
フガク
ホウジョウ軍新型旗艦。全長約360メット。

## 搭載兵器
オーラ・キャノン
オーラ・マシンに搭載される大砲、または城や要塞などに設置される対空砲塔。艦船を除くオーラ・マシンでは、ビルバインやレプラカーンなどの中期以降に生産されたオーラ・バトラーの他、ガラバやブブリィといった重量級の機体に搭載されており、機構が大掛かりな非携行型固定火器として扱われている。
劇中では滑腔砲であるオーラ・ショットとの違いは明確ではなく、しばしば混同されているケースが見られる。砲身の長さから滑腔砲であるオーラ・ショットに対し施条砲であるとする説、ズワァースの短砲身オーラ・キャノンが前説に当てはまらないため、オーラ・ショットが徹甲弾（英単語の「ショット"shot"」は非炸裂弾との意味を持つ）、オーラ・キャノンが炸裂弾を射出しているとの説、フェイ・チェンカのレプラカーンが至近距離からの直撃でもダーナ・オシーに致命傷を与えられなかったことから、ゴラオンのオーラ・ノヴァ砲同様にオーラの気弾を撃つ（操縦者のオーラ力によって威力が上下する）非実体弾説など、構造や仕組みについては諸説紛々としている。
オーラ・ショット
フレイ・ボムに比べ射程の延長と破壊力の向上を目的に開発されたオーラ・マシン用の射撃兵器。発射に火薬を利用した滑腔砲（施条は見当たらない）で、ドレイク軍の試作オーラ・バトラー ダンバインが携行する新兵器として登場した。
ダンバインが用いたのは並列4連装型。薬莢を使用したマガジン式のため、予備弾倉がある限り何度でも発射可能なタイプで、番組オープニングに見られるような同時斉射（厳密には僅かに時間を置いてのバースト）も可能であった。この4連装型は、形状が異なるタイプの物をビランビーも使用している。他にレプラカーンに装備された単装型、ズワァースの並列3連装型、ガラバに採用された3連装のアーム型、特殊なものとして城塞の砲兵が使用した4連装の地上設置型（松明で火門に点火する）などがある。
なお、劇中では各火器類の描き分けが正確に行われておらず、台詞や演出でオーラ・ショットとミサイル・ランチャーの混同や混乱が見られるが、前者は火薬の炸裂で弾を飛ばすのに対し、後者は自己推進式の無誘導ロケット弾を発射するもので原理が全く異なる。
オーラ・ソード
オーラ・バトラーが使用する近接戦闘用の剣。基本的な形状はブロードソードのような直刀だが、機種によっては曲刀状のものや鎌状のもの、あるいは短剣状のものも存在する。刀身は鋭利ではないため、「斬る」というよりは剣自体の重さを利用して「叩き割る」といった使われ方がほとんどであった。また、一部の新型機種には剣に搭乗者のオーラ力を集中させ威力を増す機能が搭載されている。
オーラ・ソード・ライフル
ナの国で開発された新鋭機ビルバインが唯一装備するライフル型の携行火器で、上下連装型のオーラ・ショットによる遠距離攻撃とオーラ力を収束させたビーム状のエネルギー刃による近接攻撃の2つの機能を併せ持った新兵器である。
オーラ・ショットは火薬を使い実体弾を放つ射撃兵器だが、ダンバインのようなマガジン（弾倉）式ではないため弾数には制限があった。また、ストックを折り畳むことで形成されるエネルギー刃は、オーラ力をダイレクトに剣身に変えるため、威力自体は高いものの剣戟の際に敵の剣を剣身で受けると脆いという欠点もあった。なお、第35話でのズワァースとの戦闘では、鍔迫り合いの際にエネルギー刃が「折られる」という描写があり、このことから、本武装が他のアニメ作品などに登場する所謂「ビームサーベル」とは異質の兵器であることがわかる。
ただし、劇中では単に「ビームソード」と呼称されている。
オーラバリア
パイロットのオーラ力が増幅されることで発動するバリア。オーラ力の有無や意思の強さなどで発動条件があいまいで、ショットによれば、バリアのシステム自体は当初から発動する想定をしていたようだが、バイストン・ウェルではオーラ力が抑え込まれることや、ショウをはじめ地上人たちパイロットもまだ力を扱いきれなかった事もあり、作中でもしばらくバリアの発動は見られなかった。地上浮上の際にオーラ力のリミッターが外されて、初めて発現した能力。
中盤からパイロット達が熟練してきたこともあり、バリアの発動がたびたび見れるようになる。バリアが発動すれば地上の軍隊の兵器は全く効果が無く、核兵器の核爆発や放射線すら耐えうるほど強力になる。
弱点として射撃兵器は無力化できるが、バリアの内側での爆発は防げないことや、同じオーラバトラーによる格闘・白兵戦や戦闘機などによる直接の特攻などは防げない。この点を利用して、パイロットが搭乗する戦闘機に爆弾を搭載してオーラシップへ突撃するという作戦が取られた。また、パイロットによっては発動出来ない者もいるようで、後半でもバリアが発動しないで直撃を受けるオーラバトラーがあった。強いオーラ力を込めた攻撃などは貫通する場合がある。
バリアによりミサイルなどの誘導兵器も無効化も可能でバリアに跳ね返って外れていく描写もある。
なお、ハイパー化はこのオーラバリアが拡大し機体の形をトレースしたものとマーベルには分析している。
オーラ・バルカン
オーラ・マシンに搭載される連射式の射撃兵器。オーラ・キャノンなどと比較すると射程、威力共に劣る補助兵装的な火器であるが、比較的小型であるため機体容積を圧迫しない箇所（頭部やコンバーター部、フレイ・ボム・アームガンの先端など）に設置可能な点がメリットである。それ故に多くのオーラ・マシンで接近戦用火器として採用されている。また、本作品には通常の機銃も存在するがオーラ・バルカンとの違いは明確にされていない。一説には実体弾を使う機銃に対して、オーラ・バルカンは非実体弾（オーラの気弾）を放つ兵器なのではないかともいわれる（理由として機銃やオーラ・ショットに見られる空薬莢の排出がない、ブブリィやフォウ、あるいは艦船類が搭載する機銃がオーラ・バルカンよりも射程が長く、威力も高い大型火器であることが挙げられる）が、これは推察の域を出ない。
オーラ・ランチャー
ビランビー用に開発された携行型のミサイル・ランチャー。後述の「ミサイル・ランチャー」を参照。
ガッシュ
ボゾンが使用する専用の携帯火器。後述の「ボゾン砲」の空包から発生する発射ガスを利用して矢を撃ち出す強獣用の狩猟兵器で、いわゆる空気銃やダイナマイト砲系列の兵器。その高い貫通力が認められて対オ－ラマシン用に転用された。発射ガスを要する作動原理からボゾン砲がないと機能せず、弾着しても単なる矢なので爆発はしない。また、かなり大型で保持するのに両手が必要となる。
砲口は三連装で、矢は1発ずつ計3発装填されている模様。再装填が可能なのかは言及がない。
グリネイド
レプラカーン用の手榴弾。有線誘導式ミサイルとの表記もあり、単純に投擲するのではなく、基部を握って分離した時限弾頭をワイヤーコントロールで爆発点まで誘導する方式。破壊力は強大で、一撃でオーラ・バトラーを破壊する威力がある。使用例は少なく、フェイが二回投擲した他はジェリルが一度、使用を妨害された時のみである。
フレイ・ボム
別名「火焔砲」とも呼称される粘性の高い石油を利用したナパーム・ランチャー。燃料を圧縮点火して発射するバイストン・ウェル最初の火器だといわれている。火球状の弾は着弾すると飛散して広範囲を焼き尽くす焼夷弾として対地攻撃に絶大な効果を発揮する他、装甲に生体組織を用いたオーラ・マシンに対しても有効なダメージを与えることができた。
後に開発されたオーラ・ショットやオーラ・ランチャーに比較すれば射程は短く（300メット程度）、弾道も不安定で正確さには欠けるものの、比較的搭載箇所に制限を受けない（弾薬たる燃料はパイプで火焔砲に送れば良いので胴体や肩にタンクを設置できる上、多連装化も容易）というメリットから新型火器の登場後も第一線で使われ続けた。
末期のドレイク軍では、3機のドラムロが各々の火焔砲を集束して巨大火球を放つ「トリオ・コンビネーション」なる新戦法が編み出され（威力と射程も倍増する）、これによってニー・ギブン他、多くの者が討ち取られた。
ボゾン砲
オーラバトラーボゾンの両椀部に装備された滑腔砲。オーラ・ショットと同様な火器と思われるが、こちらの方が射程は短い。これを補うため空包を利用して狩猟兵器ガッシュを運用することも可能。
ミサイル・ランチャー
外装式としてウイングキャリバーのパイロンに懸架するか、オーラマシンの内蔵火器、もしくは携帯火器であるロケット弾発射機。
内蔵式の場合、スプリガンの多連装型、ライネックが採用したポッド形式の前方発射タイプと、ブブリィのコンバーター上にあるVLS形式の5連装の側面発射型がある。携帯火器としてはダーナ・オシーが使った4連装のミサイル・ランチャーだけが存在する。ビランビー、バストールの使用した5連装のものは、特に「オーラ・ランチャー」と呼称するが、名にオーラと付いてるからオーラに包まれたミサイルを射出するとか、ミサイル・ランチャーとして特に変わった機能はない。
なお、英語でミサイル(missiles)とは元々、投擲紐や弓から放たれる石や、矢などの武器としての飛び道具、飛翔体のことで、誘導弾としての意味は一部に過ぎず、バイストンウェルのミサイルは本来的な飛翔体の意であってシーカーはなく、目標追尾機能のない単なるロケット弾である。
ワイヤー・クロー
オーラマシンの射出式のカギツメ。ショット・クローとも呼ばれる。ワイヤー付きで近距離の敵に撃ち込み、絡めたり引きずり回すことが出来る。ワイヤーを巻き戻して自機へ引き寄せたり、撃たずに近接武器として敵を殴ったり、武器や楯のトリガーやアタッチメントとしても利用される。『伝説巨神イデオン』の「ハーケンアタック」が原型だが、これや後に登場する『機動戦士Ζガンダム』の「海ヘビ」のような電撃攻撃は行われていない。